# Gloria Hendry
Gloria Hendry (Winter Haven, 3 de março de 1949) é uma atriz norte-americana e a primeira bond girl negra dos filmes de James Bond.
Gloria cresceu em Nova Jérsei e a princípio estudou e treinou para secretária legal, uma função de assistência ao trabalho burocrático de advogados e juízes nos Estados Unidos, mas mudou de ideia quando se tornou uma coelhinha da revista masculina Playboy.
Começou na carreira de atriz em 1968, num filme estrelado por Sidney Poitier, For Love of Ivy. Seu trabalho mais lembrado, entretanto, é a da agente dupla da CIA 'Rosie Carver' de Com 007 Viva e Deixe Morrer, de 1973, o primeiro filme de Roger Moore como 007. Neste filme, Gloria é a primeira atriz negra a se envolver romântica e sexualmente com James Bond na história de série. O filme anterior, 007 Os Diamantes São Eternos,  já tinha mostrado uma negra, Trina Parks, em ação com James Bond, mas num papel praticamente de figuração e sem envolvimento com o espião. Quando o filme foi exibido na racista África do Sul, todas as cenas amorosas entre 'Rosie Carver' e Bond foram cortadas da película original pelo governo do Apartheid.
Depois de Bond, Gloria fez diversos filmes na década de 70 ligados à blaxploitation, incluindo o mais famosos deles, Black Caesar, de 1973. No anos 80, trabalhou esporadicamente em filmes para a TV.
Hoje, além de trabalhos esporádicos como atriz, ela trabalha naquilo que estudou, treinou e deixou para se tornar atriz quarenta anos atrás, como secretária legal numa firma de advocacia no centro de Los Angeles.